# Kids' Choice Awards Argentina 2018
L'8ª edizione dei Kids' Choice Awards Argentina si è tenuta il 25 agosto 2018. La cerimonia è stata presentata da Verónica Lozano e Kevsho e si è svolta all'Estadio Obras Sanitarias di Buenos Aires. L'evento è stata trasmesso in differita il 28 agosto su Nickelodeon Latinoamérica.
Sul palco si sono esibiti i seguenti artisti: José Giménez, Lionel Ferro, V-One, Candelaria Molfese, Cande Díaz, Camilú, Mau y Ricky, Maia Reficco, Lalo Brito, Benjamín Amadeo e MYA.

## Premi e candidature
I vincitori sono indicati in grassetto, a seguire gli altri candidati.

### Televisione

#### Miglior attore (Mejor actor)
- Alex Hoyer - Kally's Mashup
- Agustín Bernasconi - Soy Luna
- Michael Ronda - Soy Luna
- Agustín Casanova - Simona

#### Migliore attrice (Mejor actriz)
- Karol Sevilla - Soy Luna
- Carolina Kopelioff - Soy Luna
- Maia Reficco - Kally's Mashup
- Maite Lanata - Cien días para enamorarse

#### Programma o serie preferita (Programa o Serie Favorita)
- Soy Luna
- Kally's Mashup
- Por el mundo
- Simona

#### Antagonista preferito (Villano favorito)
- Sara Cobo - Kally's Mashup
- Giovanna Reynaud - Soy Luna
- Stefanía Roitman - Simona
- Malena Narvay - Cien días para enamorarse

#### Miglior serie animata (Mejor serie animada)
- Gravity Falls
- Spongebob
- A casa dei Loud
- Marco e Star contro le forze del male

#### Coppia di Nickelodeon preferita (Ship Nick)
- Michael Ronda e Valentina Zenere - Soy Luna
- Alex Hoyer e Maia Reficco - Kally's Mashup
- Lalo Brito e Daniela Flombaum - Kally's Mashup
- Finn Wolfhard e Millie Bobby Brown - Stranger Things

#### Programma preferito della televisione internazionale (Programa favorito de TV Internacional)
- Stranger Things
- Andi Mack
- Liv & Maddie
- I Thunderman

### Cinema

#### Film preferito del cinema (Película favorita de cine)
- Coco
- Baby Boss
- Spider-Man: Homecoming
- Wonder Woman

### Musica

#### Cantante o gruppo latino preferito (Cantante o grupo latino favorito)
- Lali Espósito
- Rombai
- Tini
- Oriana Sabatini

#### Canzone preferita (Canción favorita)
- «100 Grados» - Lali Esposito ft. A.Chal
- «1, 2, 3» - Sofía Reyes ft. Jason Derulo e De La Ghetto
- «Échame la culpa» - Luis Fonsi ft. Demi Lovato
- «Te Quiero Más» - Martina Stoessel ft. Nacho

#### Nuovo artista preferito (Artista Nuevo Favorito)
- MYA
- Paulo Londra
- Valen Etchegoyen
- V-One

#### Artista o gruppo internazionale preferito (Artista o grupo Internacional favorito)
- BTS
- Ariana Grande
- Camila Cabello
- CNCO

### Social

#### Youtuber comico preferito (Youtuber Cómico Favorito)
- Kevsho
- Dosogas
- Mica Suárez
- Sofi Morandi

#### Instagramer preferito (Instagramer Favorito)
- Micaela Viciconte
- Lucas Lezin
- Malena Narvay
- Mathi Dosogas

#### Gamer preferito (Gamer Favorito)
- Lyna
- El Rubius
- Germán Garmendia
- RobleisIUTU

#### Videogame preferito (Game Favorito)
- Fortnite
- FIFA 18
- Helix Jump
- Super Mario Odyssey

#### Rivelazione digitale (Revelación Digital)
- Ian Lucas
- Chapu Martínez
- Connie Isla
- Sasha Ferro

#### Migliore fandom (Mejor Fandom)
- Army (BTS)
- Micaelistas (Mica Viciconte)
- CNCOwners (CNCO)
- Lalitas (Lali Espósito)

#### Empodera2
- Abel Pintos
- Juana Viale
- Luisana Lopilato
- Nicolás Vázquez y Gimena Accardi

### Moda

#### Chico & Chica Trendy
- José "El Purre" Giménez
- Agustina Agazzani
- Minerva Casero
- Renato Quattordio

### Sport

#### Crack Mundial
- Lionel Messi
- Sergio Agüero
- Javier Mascherano
- Ángel Di María

### Premio speciale

#### Trayectoria
- Natalia Oreiro